# Sven Bender
Sven Bender (Rosenheim, 27 de abril de 1989) é um ex-futebolista alemão que atuava como volante e zagueiro. É irmão gêmeo de Lars Bender. Atualmente é assistente técnico do Borussia Dortmund.

## Carreira

### Início de carreira
Bender jogou de 1993 a 1999 na juvenil do TSV Brannenburg. De 1999 a 2002, ele fez parte das equipes juvenis do SpVgg Unterhaching. No verão de 2002, Bender mudou-se para o time juvenil de 1860 München.

### 1860 Munich
Ele começou sua carreira no futebol no sub-14 e jogou por todas as equipes juvenis do 1860 München em três anos. Em novembro de 2007, Bender estendeu seu contrato com o clube até 2011. Fez sua estreia no futebol profissional em 18 de dezembro de 2006, em um jogo em casa contra o FC Erzgebirge Aue, na 2ª Bundesliga. Em novembro de 2007, o prazo do contrato de Bender foi estendido até 2011, mas em 2009, o 1860 München precisou vender os irmãos Lars e Sven Bender, devido a problemas financeiros do clube. Sven mudou-se para o Borussia Dortmund e Lars para o Bayer Leverkusen. Ao todo, Bender atuou em 65 partidas e marcou 1 gol.

### Borussia Dortmund
Em 2009, Sven se juntou ao elenco do Borussia Dortmund, onde assinou um contrato com o clube até 2013.
Em 27 de julho de 2013, Bender venceu a DFL-Supercup de 2013 com o Dortmund batendo o Bayern de Munique por 4–2.
Em 21 de fevereiro de 2016, Bender assinou uma extensão de contrato até 2021.

### Bayer Leverkusen
Em 13 de julho de 2017, Bender encerrou sua passagem de oito anos no Borussia Dortmund, assinando um contrato de quatro anos com o Bayer Leverkusen e passando a atuar junto com seu irmão. Ambos os irmãos anunciaram aposentadoria do futebol após partida contra o Dortmund, no final da temporada 20/21.

## Seleção nacional
Pela seleção, Bender fez sua estreia em um amistoso contra a Austrália em março de 2011.

### Rio 2016
Bender fez parte do elenco da Seleção Alemã de Futebol nas Olimpíadas de 2016, tendo recebido a medalha de prata.

## Títulos
Borussia Dortmund
- Campeonato Alemão: 2010–11, 2011–12
- Copa da Alemanha: 2011–12, 2016-17
- Supercopa da Alemanha: 2013, 2014

Seleção Alemã de Futebol
- Campeonato Europeu Sub-19: 2008